# Rossville (Geórgia)
Rossville é uma cidade localizada no estado americano de Geórgia, no Condado de Walker.

## Demografia
Segundo o censo americano de 2000, a sua população era de 3511 habitantes.
Em 2006, foi estimada uma população de 3476, um decréscimo de 35 (-1.0%).

## Geografia
De acordo com o United States Census Bureau tem uma área de 4,7 km², dos quais 4,7 km² cobertos por terra e 0,0 km² cobertos por água.

## Localidades na vizinhança
O diagrama seguinte representa as localidades num raio de 8 km ao redor de Rossville.